# Isla Puná
La isla Puná es una isla del cantón Guayaquil en Ecuador. Forma parte de la provincia de Guayas. Tiene 919 km² de extensión. Está situada en el golfo de Guayaquil, frente a la formación deltaica del estero Salado y del río Guayas, es la tercera isla más grande de ese país tras la isla Isabela e isla Santa Cruz en las Galápagos.
Se originó por las acumulaciones de materiales recientes sobre un núcleo más antiguo, formado por rocas volcánicas. Ubicada en la misma embocadura del golfo, entre la punta de El Morro y la costa de la provincia de El Oro, está separada de tierra firme por el canal de Jambelí, al sudeste, y por el más estrecho canal de El Morro, al noroeste. La isla cuenta con un clima tropical seco, por influencia de la corriente de Humboldt. La localidad más importante es Puná, localizada en el noreste de la isla. La pesca es uno de sus principales recursos.

## Historia

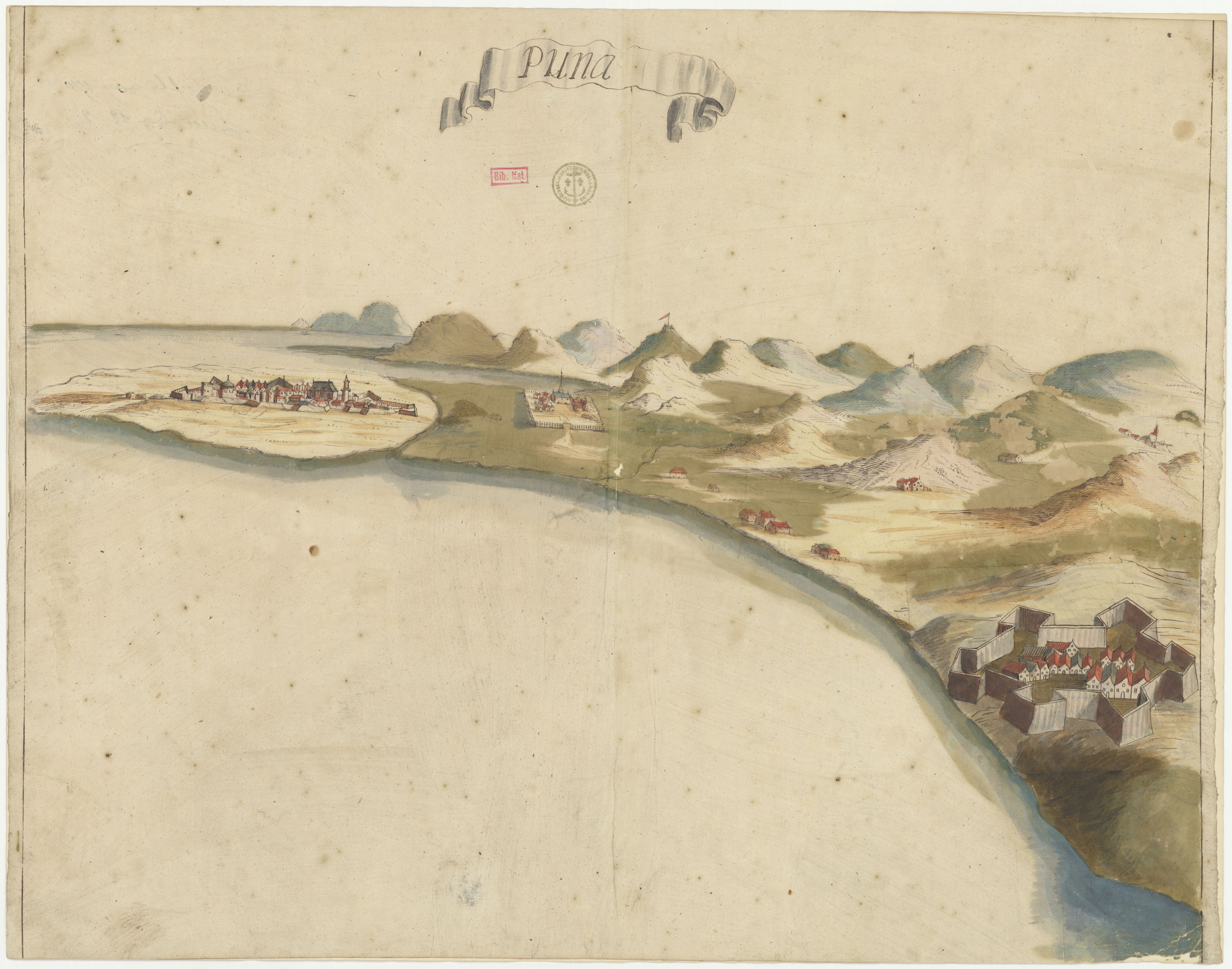
Isla Puná

A la llegada de los españoles, los nativos de la isla, los tumbes o punáes, hablaban una lengua diferenciada de sus vecinos, que está prácticamente indocumentada por lo que se trata de una lengua no clasificada. La Batalla de Puná, se luchó en la isla en abril de 1531, fue un enfrentamiento encabezado por Francisco Pizarro en la conquista española del Perú, referida en ese entonces como Birú o Pirú. Se libró entre los conquistadores españoles y los pueblos nativos Tumbes que habían logrado resistir incluso al vasto Imperio Inca. El primer obispo del Cuzco, fray Vicente de Valverde, fue condenado a muerte aquí por los indios el 31 de octubre de 1541.
La isla Puná pertenece al cantón Guayaquil como parroquia, según la división política de la provincia del Guayas. Fue parroquializada del 13 de octubre de 1845, su patrona es la Virgen de las Mercedes.

Plano oficial de la Ciudad Guayaquil hacia 1741 que avista la isla llamada de Puná en el margen izquierdo

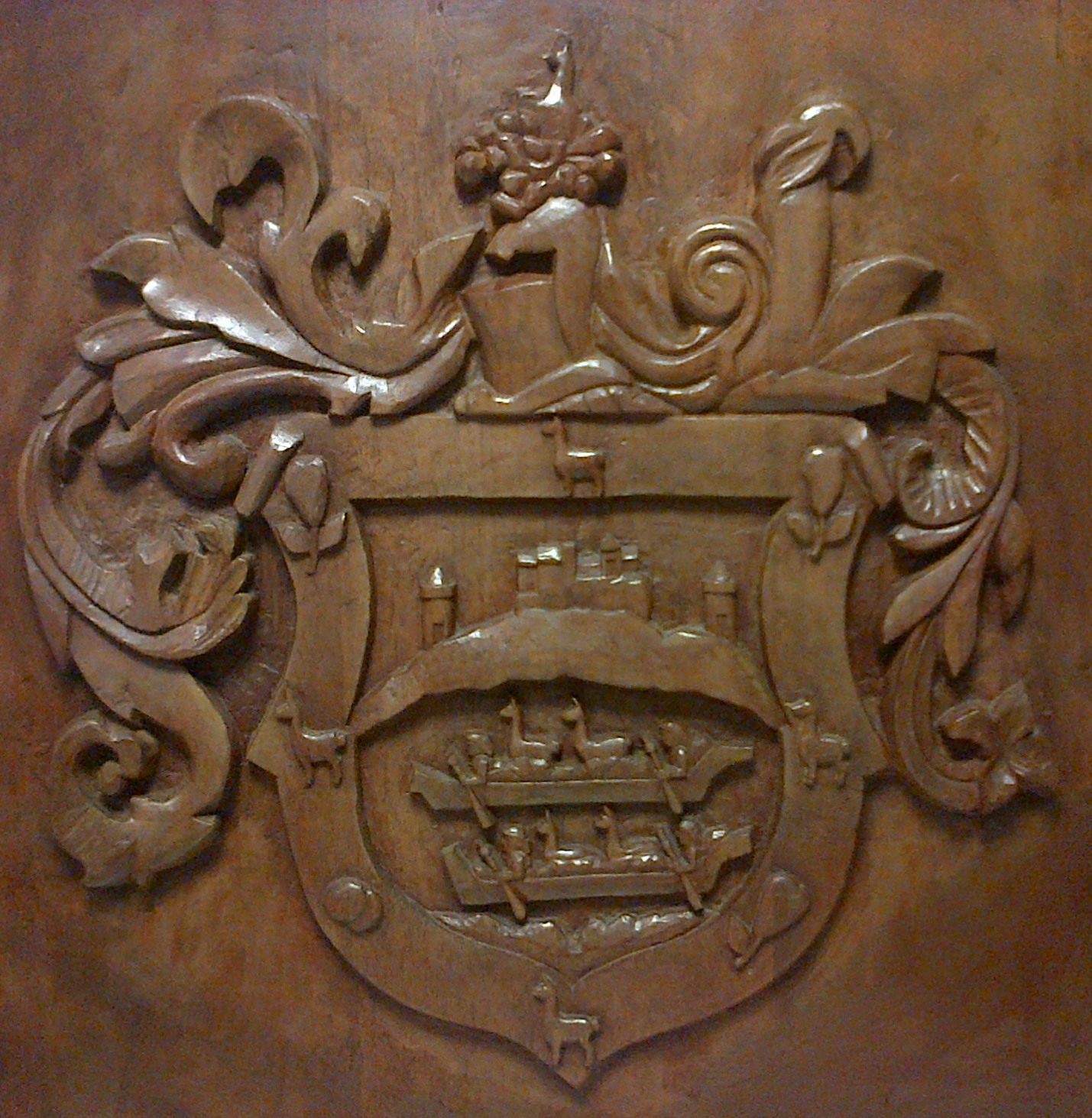
Escudo Cacique Tomalá de la Isla Puná.

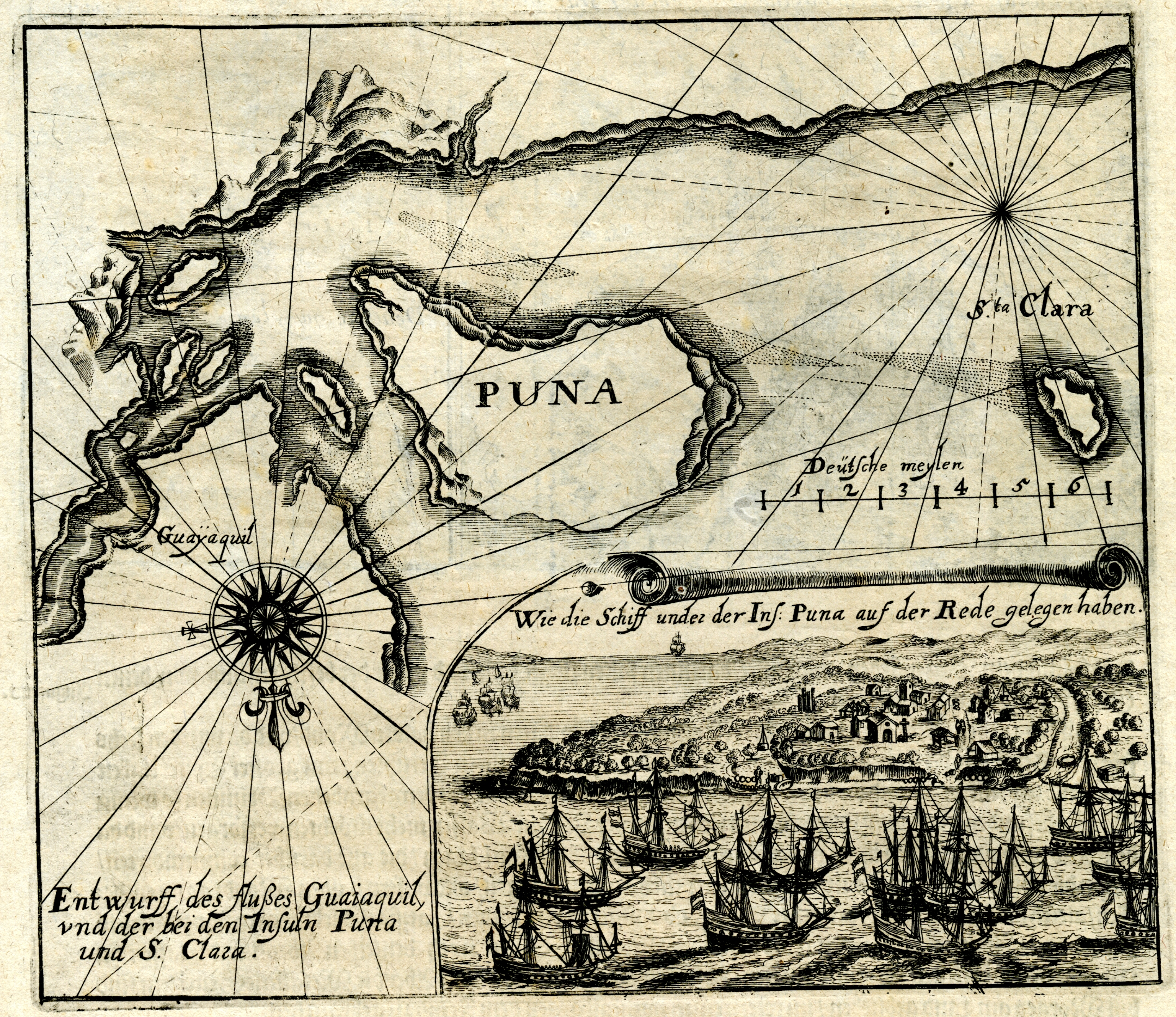
Asedio a la Isla Puná de una Escuadra dirigida por Jacques L'Hermite, según un grabado de 1630.